# Saint-Vincent-de-Pertignas
 Saint-Vincent-de-Pertignas  là một xã thuộc tỉnh Gironde trong vùng Aquitaine tây nam nước Pháp. Xã này nằm ở khu vực có độ cao trung bình 61 mét trên mực nước biển.